# جون ر. باورز
جون ر. باورز (بالإنجليزية: John R. Powers)‏ (30 نوفمبر 1945 - 17 يناير 2013، ليك جنيف في الولايات المتحدة)؛ متحدث تحفيزي وروائي أمريكي.

## روابط خارجية
- جون ر. باورز على موقع قاعدة بيانات برودواي على الإنترنت (الإنجليزية)